# Спліт-система
Спліт-система (англ. split — «розділяти») — це тип кондиціонера побутового або напівпромислового призначення.

## Особливості облаштування
На відміну від кондиціонерів моноблокового виконання, кожна спліт-система включає в себе зовнішній блок, що виконує функції компресорно-конденсаторного агрегату, який виноситься з основного приміщення на зовнішню стіну будівлі, і внутрішній блок, який здійснює випаровування (розташовується всередині приміщення в місці, найбільш зручному для людей, що там працюють, із врахуванням оптимального розподілу повітряних потоків). З'єднані обидва блоки електричним кабелем і трубами з міді, які забезпечують вільну циркуляцію фреону. Зовнішній блок також містить вентилятор і повинен бути розташований у місці, де атмосферне повітря зможе охолоджувати його природним шляхом — обдувом.
Контроль за температурним режимом здійснюється за допомогою пульта дистанційного управління, який здатний змінювати температурний режим (частоту вмикання / вимикання, вихідну температуру повітря, тощо) за бажанням користувача. Більшість моделей мають режим автоматично увімкнення / вимкнення по заданому таймером часу, змінювати напрямок потоку повітря та інші функції.

## Побутова спліт-система: види та призначення
У залежності від способу та місця фіксації внутрішнього блоку спліт-системи підрозділяють на
- колонні,
- настінні,
- підлогово-стельові,
- касетні: канальні.

Всі вони також розрізняються за потужностями.
Колонні кондиціонери застосовують у приміщеннях великих площ — залах. Вони забезпечені спеціальними вбудованими жалюзі, які здатні змінювати напрямок повітряного потоку. Потужність складає від 5 до 14,5 кВт.
Настінна спліт-система має невелику потужність — до 5 кВт. Найчастіше встановлюється в житлових приміщеннях. Її складові елементи — мідні трубки, що з'єднують блоки, естетичніше всього приховати в підвісних стелях.
Спліт-системи підлогово-стельового зразка здатна регулювати потужний потік повітря, рівномірно розподіляючи температуру в приміщенні. Найефективніше їх використовувати в прямокутних кімнатах.
Касетні і канальні спліт-кондиціонери мають аналогічну будову і застосування: завдяки можливості приєднання додаткового повітропроводу з функцією додавання свіжого повітря використовуються в місцях великого скупчення людей. Потужність їх порівнянна з колонними кондиціонерами.

## Принцип роботи спліт-системи
Механізм дії будь-спліт-системи заснований на здатності рідин поглинати при випаровуванні тепло і виділяти його в момент конденсації.
Газоподібний фреон при низькому тиску надходить у компресор, де він нагрівається під стисненням і направляється в конденсатор, що обдувається холодним атмосферним повітрям. Фреон при цьому конденсується, стає рідиною, виділяючи тепло, від якого нагрівається повітря в кондиціонері.
Фреон відправляється в терморегулюючий вентиль, де він остуджується і забирає при цьому тепло з повітря. Далі цикли повторюються спочатку.

## Улаштування спліт-системи
Як зазначено вище, кожна спліт-система має основні елементи:
- зовнішній блок
- внутрішній блок
- магістралі підведення електроенергії, фреону; дренажні системи відводу конденсаційних рідин
- пульт дистанційного керування

Зовнішній блок спліт-системи складається з компресора, конденсатора, капілярної трубки, 4-ходового клапана, фільтра-осушувача або ресивера, вентилятора в окремих випадках і інших супутніх елементів — реле силовий комутації компресора, плати управління інверторної або мульти-спліт-системи, фільтра «кисневого душа», блоку управління «зимовим комплектом».
Внутрішніх блоків може бути кілька. Вони монтуються на стінах, на стелі, на колонах, можуть зашиватися в ніші чи підвісні елементи стель. Внутрішній блок має електронну плату керування. Із зовнішніх індикаторних пристроїв може мати дисплей для відображення параметрів (температура, час вмикання / вимикання; режими роботи, відносна вологість повітря в приміщенні, тощо), або випускатися без дисплеїв, маючи в ролі індикаторів світлодіоди.

## Основні переваги спліт-системи
- Спліт-система здатна регулювати мікроклімат приміщення, враховуючи вимоги найвимогливіших користувачів. Постійно удосконалюється система зміни параметрів спліт-кондиціонери, що дозволяє інтуїтивно здійснювати їх коригування без додаткового навчання персоналу.
- Чи не основною перевагою кондиціонерів типу спліт-система є винесення з приміщення на зовнішню сторону будівлі його самого гучного і громіздкого елементу — зовнішнього блоку. Внутрішній блок не має обмежень за вимогами до місця прикріплення, тому розмістити його можна там, де це буде викликати найменше дискомфорту.
- Можливість організувати як охолодження в спеку, так і обігрівання приміщення в зимовий період (при незначних морозах)

## Недоліки
- Велика кількість зовнішніх блоків різних виробників на одному фасаді псує зовнішній вигляд останнього
- У разі виводу дренажних систем на вулицю (у багатоповерхових будівлях), можливе створення дискомфорту. В спекотну погоду конденсат капає з внутрішнього блоку, в холодну погоду - конденсат стікає з зовнішнього блоку